# Gotthelf Fischer von Waldheim
Johann Gotthelf Fischer von Waldheim, född 13 oktober 1771 i Waldheim i Sachsen, död 18 oktober 1853 i Moskva, var en tysk zoolog, forskare i anatomi, paleontolog och geolog.
Fischer började sin utbildning i Mainz och studerade sedan medicin i Leipzig. Efter att han 1798 blev doktor bosatte Fischer sig åter i Mainz där han var lärare för naturhistoria och bibliotekarie. Han reste med sin vän Alexander von Humboldt till Wien och Paris och studerade där hos Georges Cuvier som var paleontologins första auktoritet.
Sedan 1795 författade han flera zoologiska avhandlingar till exempel om fiskarnas simblåsa och om primaternas anatomi. På grund av dessa skrifter blev han 1804 inbjuden till Moskva där han blev direktör av det naturvetenskapliga kabinettet hos vetenskapsakademin och samtidig kejserlig hovråd. I augusti 1805 skapade han Société Impériale des Naturalistes de Moscou. Han bedrev omfattande studier om Rysslands geologi och beskrev flera paleontologiska fynd. För sina förtjänster blev han senare adlad.

## Skrifter (urval)
- Versuch über die Schwimmblase der Fische, Leipzig 1795
- Memoire pour servir d'introduction à un ouvrage sur la respiration des animaux, Paris 1798
- Ueber die verschiedene Form des Intermaxillarknochens in verschiedenen Thieren, Leipzig 1800
- Beschreibung einiger typographischer Seltenheiten. Nebst Beyträgen zur Erfindungsgeschichte der Buchdruckerkunst, Mainz und Nürnberg 1800
- Naturhistorische Fragmente, Frankfurt am Main 1801
- Beschreibung typographischer Seltenheiten und merkwürdiger Handschriften nebst Beyträgen zur Erfindungsgeschichte der Buchdruckerkunst, Mainz um 1801
- Essai sur les monuments typographiques de Jean Gutenberg, Mayençais, inventeur de l'imprimerie, Mainz 1801/1802
- Lettre au citoyen E. Geoffroy ... sur une nouvelle espèce de Loris : accompagnée de la description d'un craniomètre de nouvelle invention, Mainz 1804
- Anatomie der Maki und der ihnen verwandten Thiere, Frankfurt am Main 1804
- Museum Demidoff, ou catalogue systematique et raisonné des curiosités etc. donnés a l'université de Moscou par Paul de Demidoff, Moskva 1806
- Muséum d'Histoire naturelle de l'université imperiale de Moscou, 1806
- Zoognosia tabulis synopticis illustrata, in usum prälectionum Academiae Imperialis Medico-Chirurgicae Mosquentis edita, Moskva 1813
- Entomographie de la Russie, Moskau 1820-1851
- Prodromus Petromatognosiae animalium systematicae, continens bibliographiam animalium fossilium, Moskva 1829-1832
- Oryctographie du gouvernement de Moscou, 1830-1837
- Bibliographia Palaeonthologica Animalium Systematica, Moskva 1834
- Recherches sur les ossements fossils de la Russie, Moskva 1836-1839